# Харалампи Тачев
Харалампи (Хараламби) Константинов Тачев е български живописец. Той е първият български художник-декоратор.

## Биография
Роден е на 19 юли 1875 г. в Пловдив. През 1902 г. завършва с първия випуск Държавното рисувално училище в София (днес Национална художествена академия) в класа на Иван Мърквичка, който му преподава и в Пловдив, докато Тачев още е ученик. През 1903 г. става един от основателите и първи председател на дружеството „Съвременно изкуство“. Рисува пейзажи, прави илюстрации за вестници и календари, както и проекти на банкноти, пощенски марки и дипломи.
През 1910 г. Харалампи Тачев става професор в Държавното художествено-индустриално училище, наследило Рисувалното училище. Той е първият преподавател по декоративно изкуство, орнаментика и стилознание. Негови ученици там са Васил Захариев, Дончо Занков и Йордан Гешев.
Харалампи Тачев е от първите българи, специалисти по художествено-пространственото оформление. Той оформя художествено българските павилиони на световните изложения през 1905 г. в Лиеж, 1906 г. в Милано и 1907 г. в Лондон и участва в представянето на България и на световните изложения в Париж, Брюксел, Лайпциг, Берн, Виена и др.
Разработва т.нар. „български стил“.
Фасадите и интериорите на много обществени сгради в България са изработени по проекти на Тачев. Сред тях са: 
- Софийската минерална баня – украсата на фасадата е с разработената от Харалампи Тачев на ново техническо ниво старобългарска керамична орнаментика (1910 – 1913)[1]
- Синодалната палата – полихронната глазирана облицовка, мозаечната украса на фасадата, тримата архиереи на тимпана над входа (1904 – 1909)[1]
- Богословският факултет – проекти за фасадната керамична орнаментика[1]
- Мавзолеят на Александър Батенберг – вътрешната декоративна украса (1934)[1]
- Партиаршеската катедрала „Александър Невски“ – декоративна украса и изписване на част от вътрешните пространства (1904 – 1912)[1]
- Дворецът „Врана“ – вътрешната пластична украса (1912)[1]
- Софийските хали – декоративното пано над входа с герба на София (1909 – 1911)[2]
- декоративно пано над входа на Дирекцията на трамваите[2]
- декоративен фриз над фасадата на църквата „Св. Никола Софийски“, съвместно с Н. Петров (1909)[2]
- стъклопис в сегашната Столична библиотека (преди Министерство на строежите и благоустройството)[2]
- стъклопис в Министерството на финансите[2]

Творчеството му в областта на приложната графика е огромно и разнообразно: оформление на книги и периодични издания, афиши, ценни книжа, гербове, марки, покани, поздравителни адреси и др. Изваботва върху пергаментова кожа, но не успява да довърши книгата „Летопис на София“.
Работил е по къщата музей „Христо Ботйов“ в Калофер, църквата „Света Марина“ в Пловдив и др.
Свързан е с дейността на Дружеството на учените, писателите и художниците, Дома на изкуствата и печата, Археологическото дружество, дружество „Славянска беседа“ и др.
Автор е на гербовете на София и Габрово.

## Памет
На Харалампи Тачев е наречена улица в квартал „Лозенец“ в София (Карта).
- Фасада на Централна минерална баня, София
- Интериор на мавзолея на Александър Батенберг, София
- Къщата-музей на Христо Ботев, Калофер